# Piscina Simone Vitale
La piscina Simone Vitale è una struttura sportiva cittadina di Salerno. È dedicata a Simone Vitale, pallanuotista morto il 24 maggio 1999 nella Strage della Galleria Santa Lucia.

## Storia
Sul lungomare salernitano, all'altezza del quartiere Torrione erano predisposte, dalla fine degli anni '50 del Novecento, due piscine scoperte. Per modernizzare l'offerta sportiva nei confronti dei cittadini, agli inizi del XXI secolo fu avviato un progetto di rifacimento dell'impianto.
Tale scelta è stata fatta anche per venire incontro alle richieste delle squadre di nuoto sportivo della città.
I lavori di riqualificazione terminarono nel 2003.

## Descrizione

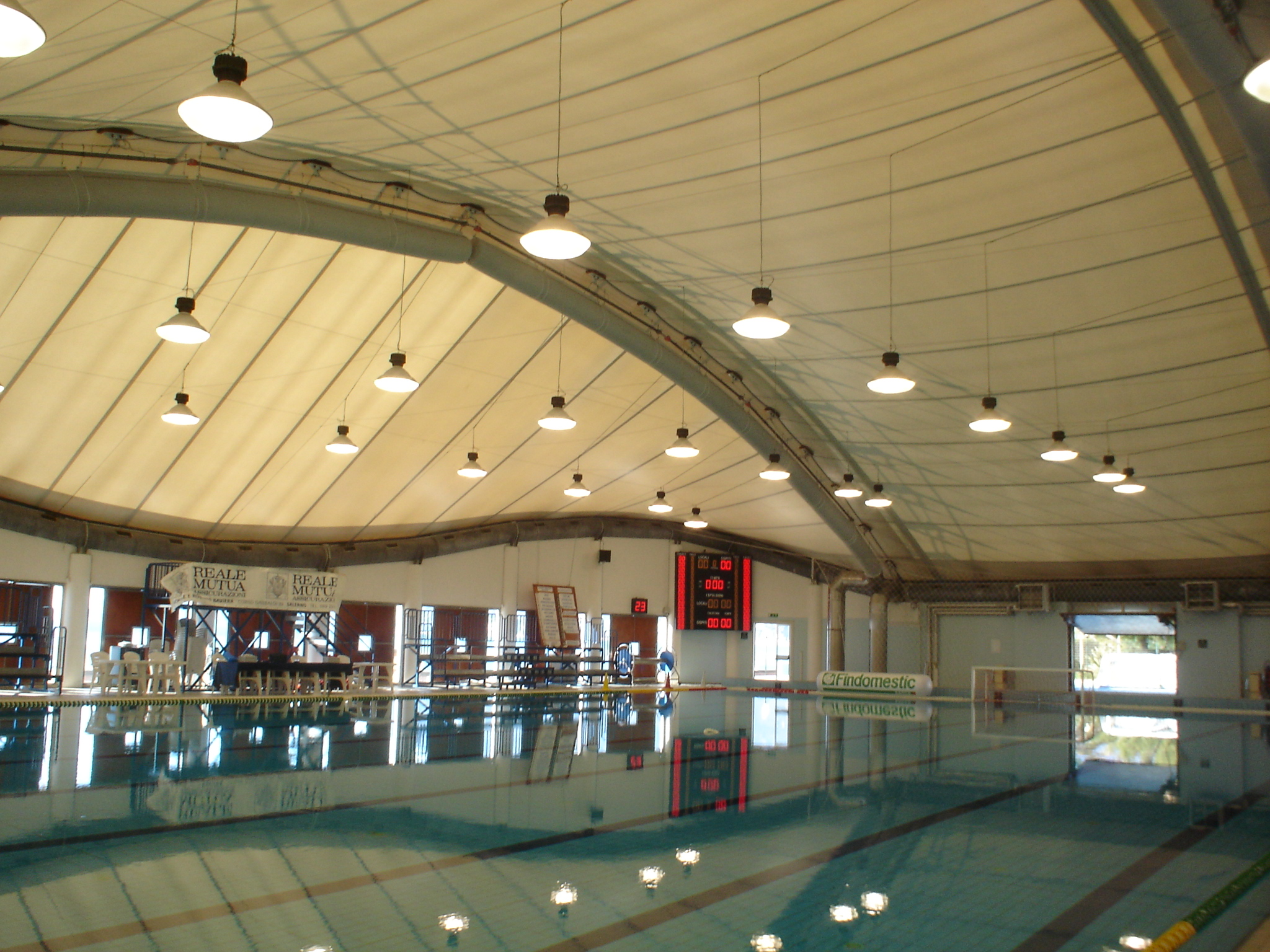
Interno della Piscina Vitale

La struttura coperta ha una copertura in PVC (apribile d'estate), che contiene una piscina di 33,3 × 20 m, oltre ad avere una piccola tribuna in grado di ospitare 450 spettatori seduti.
Comunque, la capienza di spettatori per le gare molto importanti può essere ampliata a circa 600.
(Artplace)
Ospita attualmente (2023/24) le partite casalinghe del Rari Nantes Salerno in Serie A1. Storicamente ha ospitato anche la "Salernitana Nuoto" (dagli anni sessanta ai novanta), ora chiamata "Rari Nantes Arechi".
Nella parte esterna la piscina Vitale ha una vecchia piscina scoperta di 25 × 3 m, funzionante quasi tutto l'anno per il pubblico salernitano fin dagli anni cinquanta del XX secolo, quando fu realizzato tutto il complesso sportivo (con piscina, campi da tennis e da hockey) di fronte al Forte La Carnale.
Recentemente la piscina ha subito danni da malviventi ed è stata chiusa per motivi di sicurezza durante l'estate del 2024